# Inspecția Muncii
Inspecția Muncii este un organ de specialitate al administrației publice centrale, aflat în subordinea Ministerului Muncii, Solidarității Sociale și Familiei, înființată în anul 1999..
Are ca principal scop urmărirea îndeplinirii obligațiilor legale de către angajatori în domeniul relațiilor de muncă, precum și a celor referitoare la condițiile de muncă, apărarea vieții, integrității corporale și sănătății salariațiilor și a altor participanți la procesul de muncă, în desfășurarea activității.

## Vezi și
- ro Inspectoratul Teritorial de Muncă
- ro  Agenția Națională pentru Ocuparea Forței de Muncă (ANOFM)
- ro  Securitate și sănătate în muncă
- ro Casa Națională de Pensii Publice (CNPP)